# Stichting Urgenda
Stichting Urgenda is een Nederlandse actiegroep die zich ten doel stelt om Nederland sneller duurzaam te maken. De stichting is een initiatief van Marjan Minnesma en hoogleraar Jan Rotmans.
Door de stichting werden in 2010 in Nederland 50.000 zonnepanelen verkocht. Door groot in te kopen wist de organisatie de prijs met een derde te drukken. Voor dit project werd geen subsidie of bankkrediet verstrekt.
Urgenda is de initiator van de landelijke Dag van de Duurzaamheid. In dit kader worden er op basisscholen voorleesacties georganiseerd. Urgenda is mede-initiatiefnemer van Meer Bomen Nu.

## Klimaatzaak
Op 24 juni 2015 won de stichting met 900 andere eisers een rechtszaak tegen de Staat der Nederlanden over het landelijke klimaatbeleid. Via de rechtbank werd afgedwongen dat de Nederlandse staat de uitstoot van broeikasgassen eind 2020 met minimaal 25% moet hebben teruggedrongen, in vergelijking met die in 1990 (vanuit het Klimaatverdrag). Volgens de rechtbank zal Nederland bij ongewijzigd beleid niet verder komen dan een beperking van 17%. De stichting had om een korting van 40% gevraagd. Het door de Nederlandse overheid ingestelde hoger beroep werd op 9 oktober 2018 verworpen. De staat stelde tegen de uitspraak tevergeefs beroep in cassatie bij de Hoge Raad. Op 20 december 2019 bepaalde de Hoge Raad dat de staat zich aan de eerdere uitspraak diende te houden.
In april 2020 kwam de regering-Rutte met een pakket maatregelen. Er zou een extra kolencentrale gesloten worden en de overgebleven centrales zouden tijdelijk naar maximaal 35% van hun capaciteit gaan. Volgens Urgenda is dit nog niet gerealiseerd. Een reeks andere maatregelen is wel genomen, maar de verwachting is dat in 2021 nog 5 megaton te veel broeikasgassen uitgestoten worden (middenwaarde; maximaal 12 Mton te veel). Stichting Urgenda en andere milieuorganisaties kwamen met een 54 puntenplan om het reductiedoel alsnog te halen. Zij doen mei 2021 een beroep op het demissionaire kabinet-Rutte en degenen die bij de kabinetsformatie betrokken zijn het genoemde doel te halen. En, zeggen zij, er is een wet nodig met een hogere ambitie van minstens 65% reductie in 2030 met een jaarlijkse tussenevaluatie. Net als Duitsland dat concrete en harde tussendoelen stelt.
In 2020 daalde de uitstoot met 8% en was hiermee 25,5% lager dan in 1990. Over 2022 daalde de uitstoot met 9% ten opzichte van 2021. Ten opzichte van 1990 was de uitstoot in Nederland al met meer dan 30% gedaald. In 2023 daalde de uitstoot verder naar min 34%.

## Kritiek
De rechtszaken van Urgenda oogsten veel kritiek vanuit de samenleving en verschillende juristen stellen dat hier sprake is van een democratisch tekort, het is aan de politiek om beleid te maken, niet aan de rechter.
Rechtsgeleerde Afshin Ellian stelt in Elsevier Weekblad dat de Hoge Raad een ernstige fout in de zaak heeft gemaakt. De Nederlandse Staat heeft zich een internationale verplichting opgelegd. De Nederlandse regering vertegenwoordigt de Nederlandse Staat en de regering is gevormd door de wil van een meerderheid in het Nederlandse parlement. En het Nederlandse parlement gevormd door de uitslag van de laatste verkiezingen. Hier zijn alle stichtingen en andere belangenbehartigers irrelevant. Daarom is de wijze waarop de Hoge Raad art. 3:305a BW heeft toegepast, in strijd met het door de Grondwet gewaarborgd democratische stelsel.
Anderen vinden dan weer dat de natuur en het milieu rechtspersoonlijkheid zouden moeten krijgen en bijvoorbeeld ecocide een erkend misdrijf zou moeten worden.

## Onderscheidingen
- Eredoctoraat (Doctor honoris causa) van de Université Saint-Louis - Bruxelles (2019).[19]